# 胜利之后堂 (旧金山)

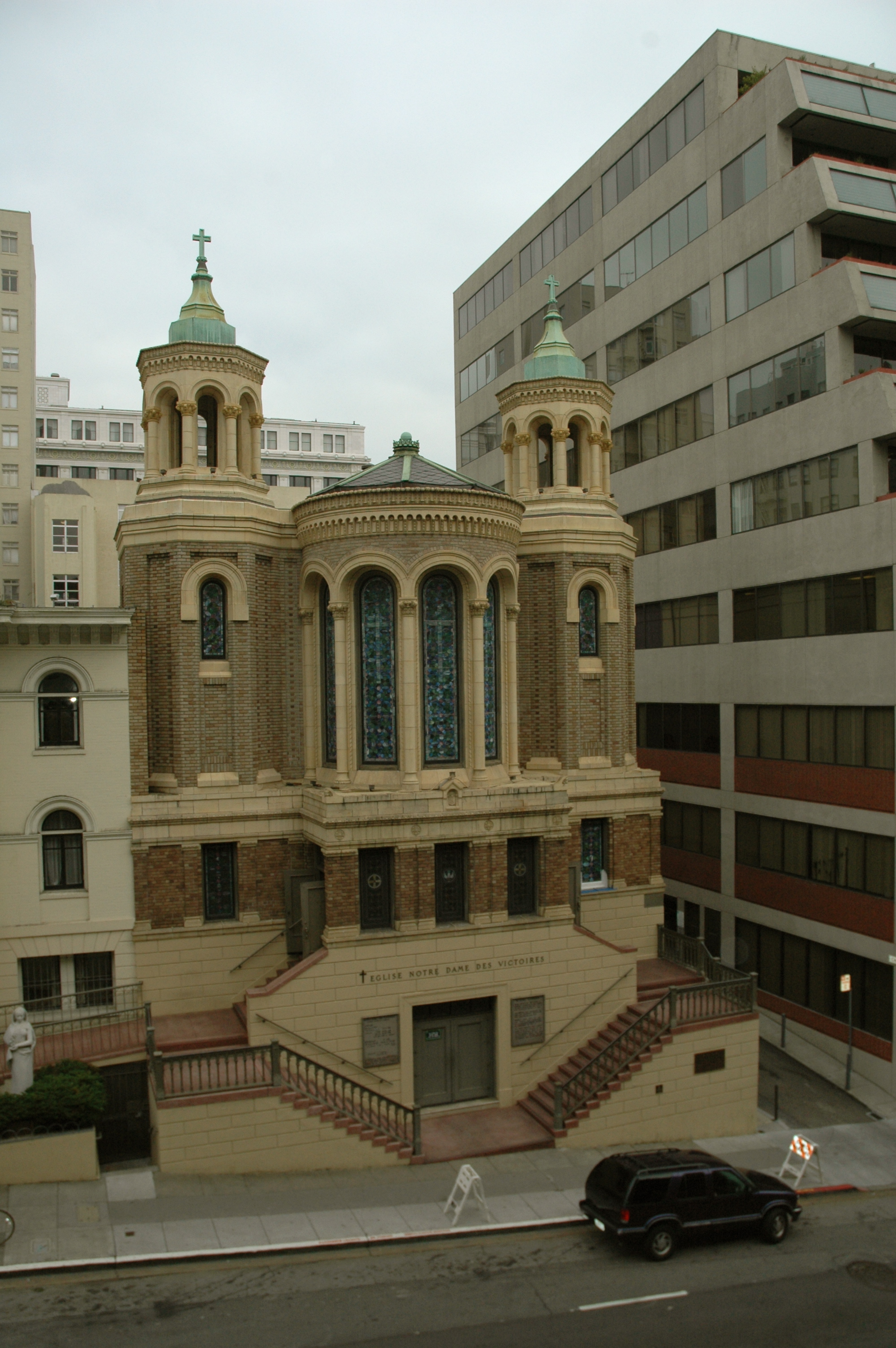
胜利之后堂

胜利之后堂（法语：Église Notre Dame Des Victoires）是一座罗马天主教教堂，位于美国加州旧金山貝爾登巷一带的“法国区”。

## 历史
该堂创建于1856年，服务于淘金潮期间来到的法国移民，现在仍是旧金山法国社区的重要中心。其建筑风格模仿法国里昂的富维耶圣母院。
目前的教堂系1906年地震后于1915年重建。1984年，该堂被列为历史地标。

## 画廊

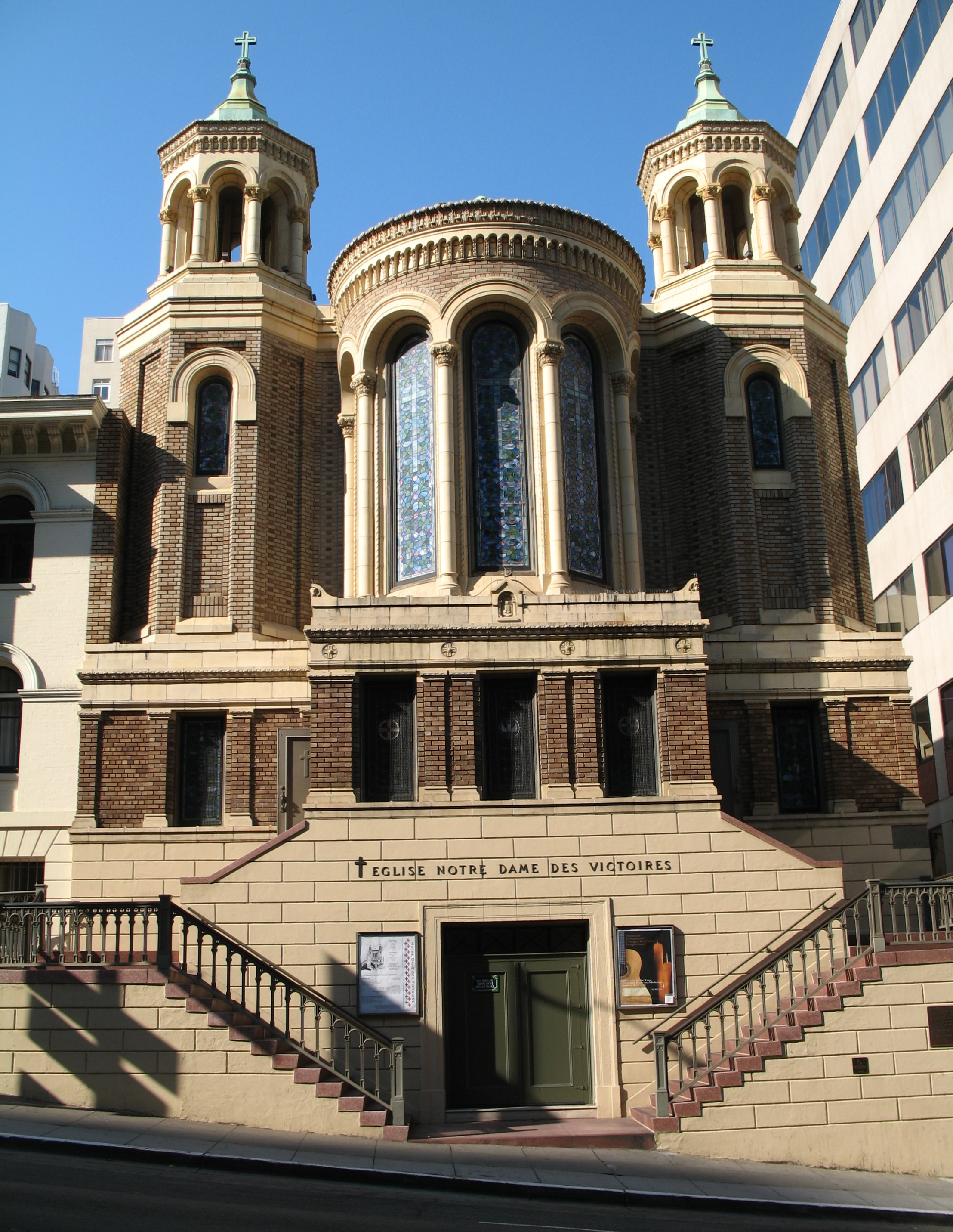
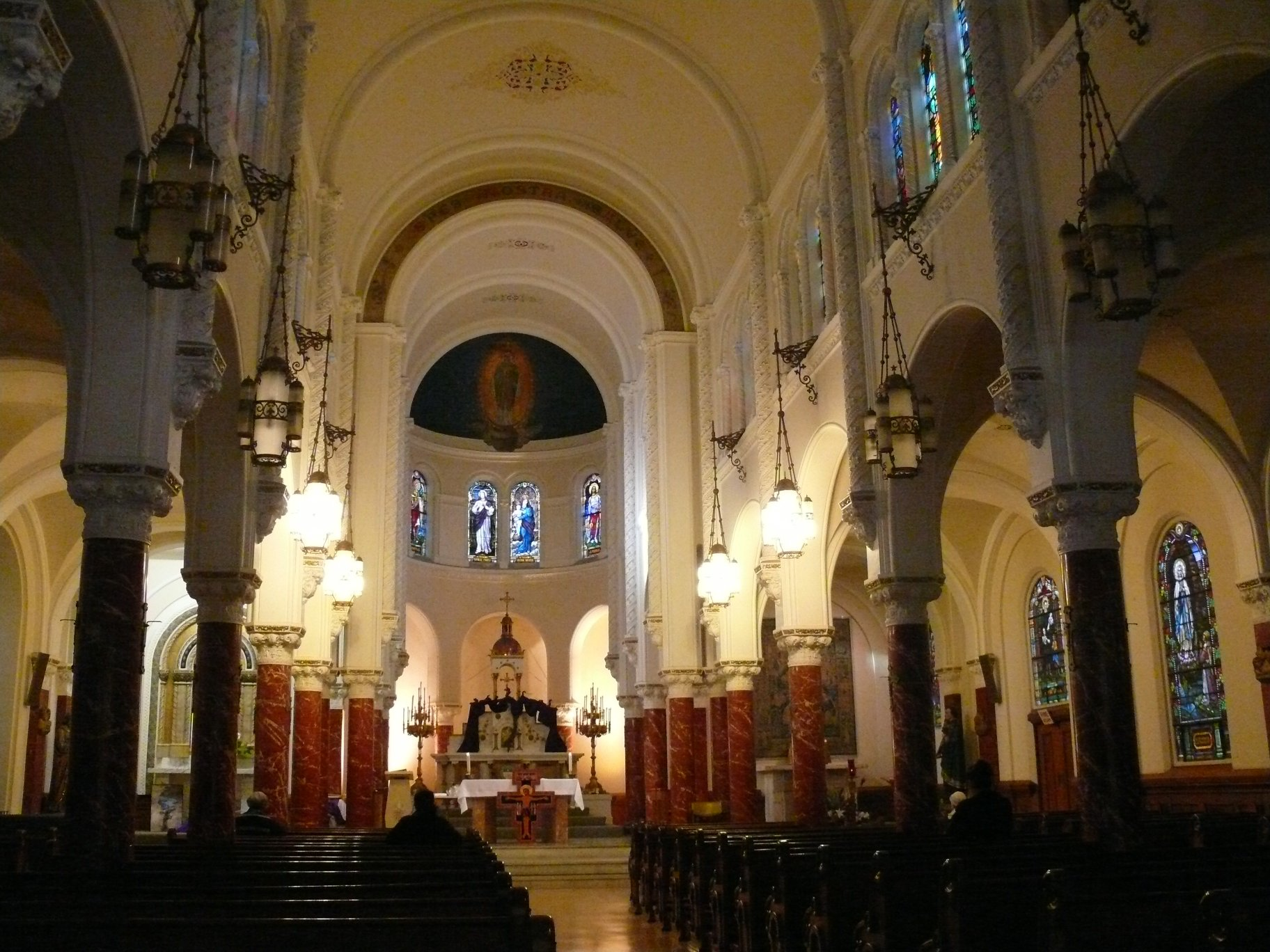
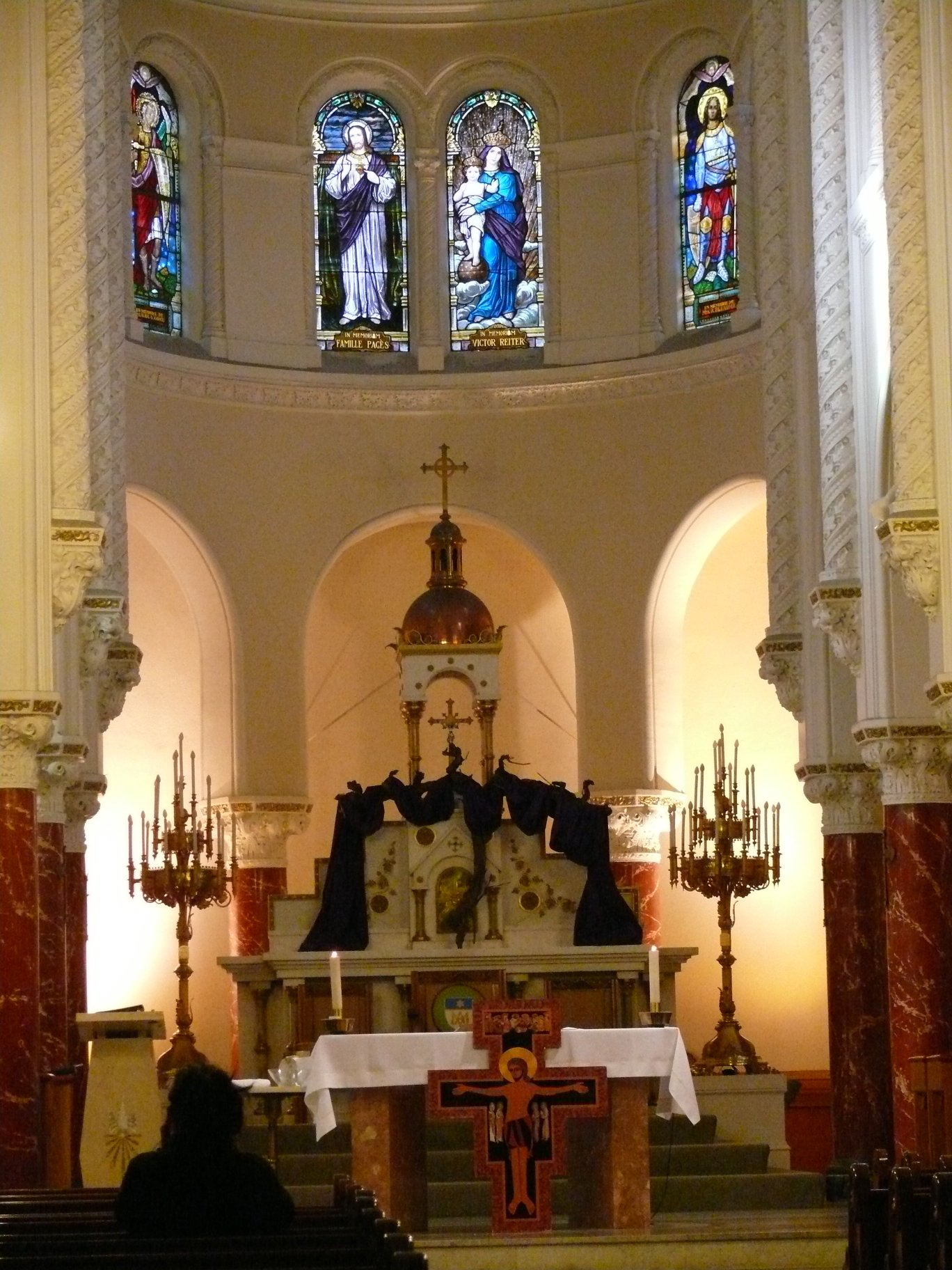
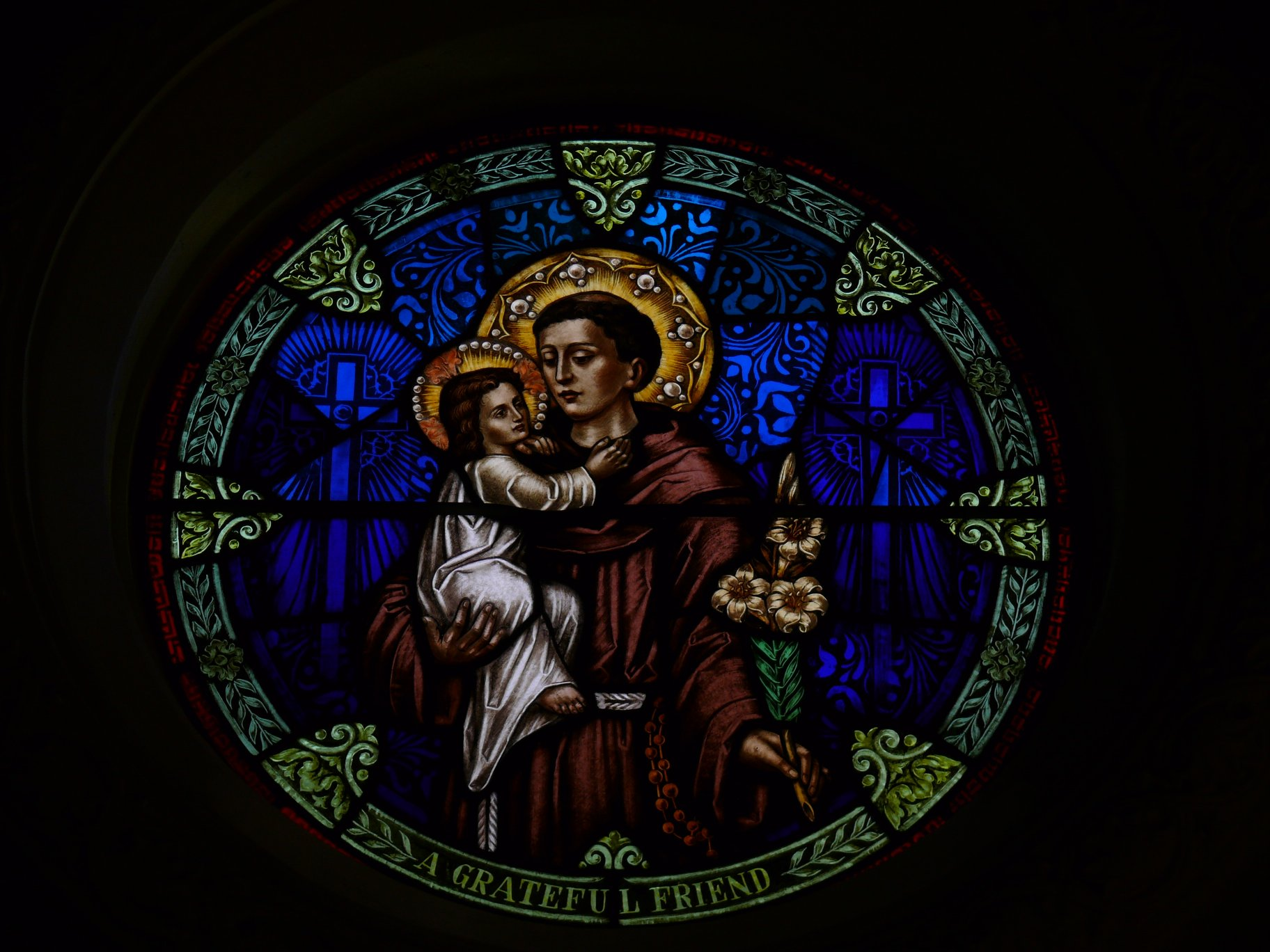
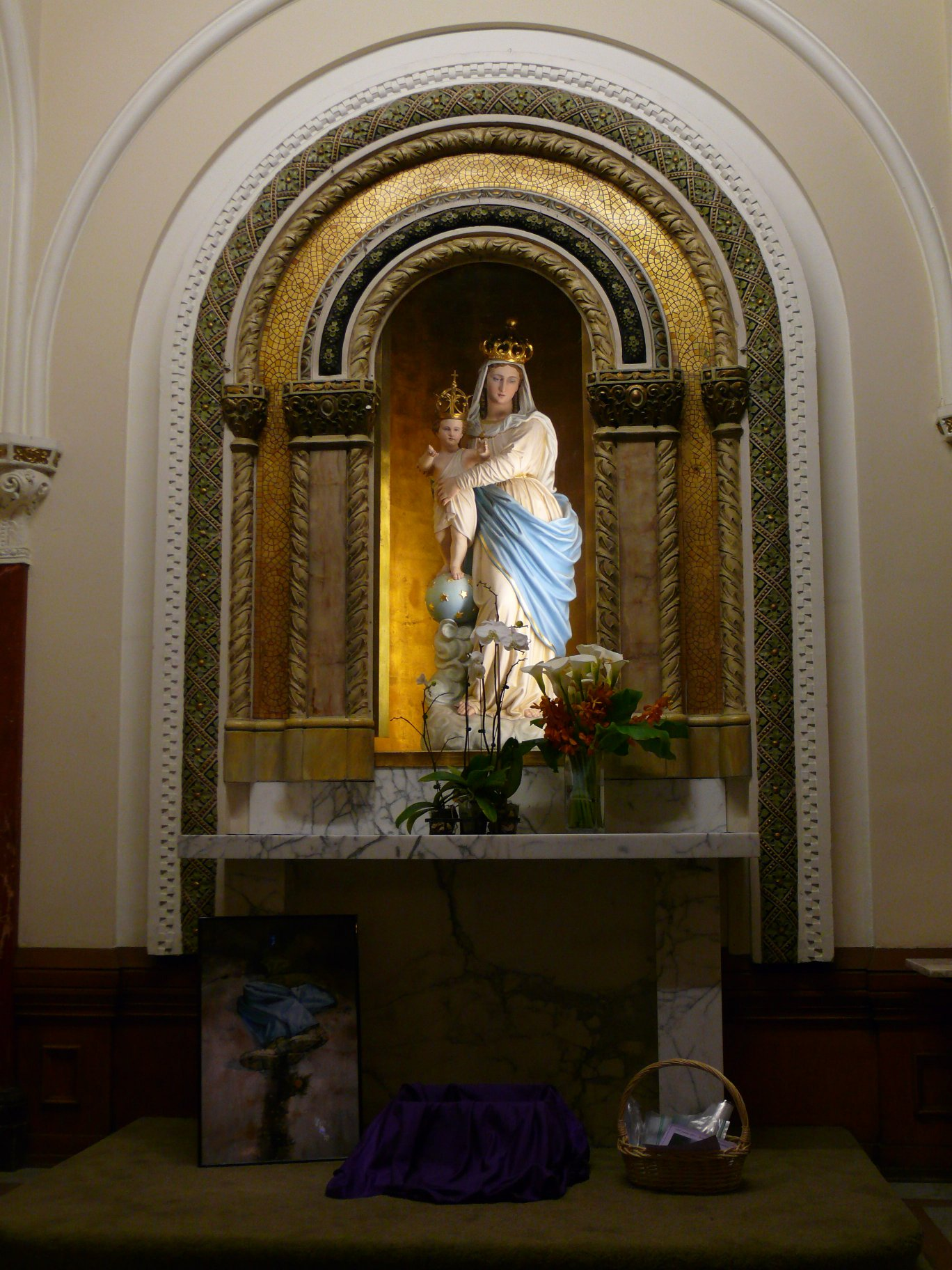